# 瓦塔國家公園

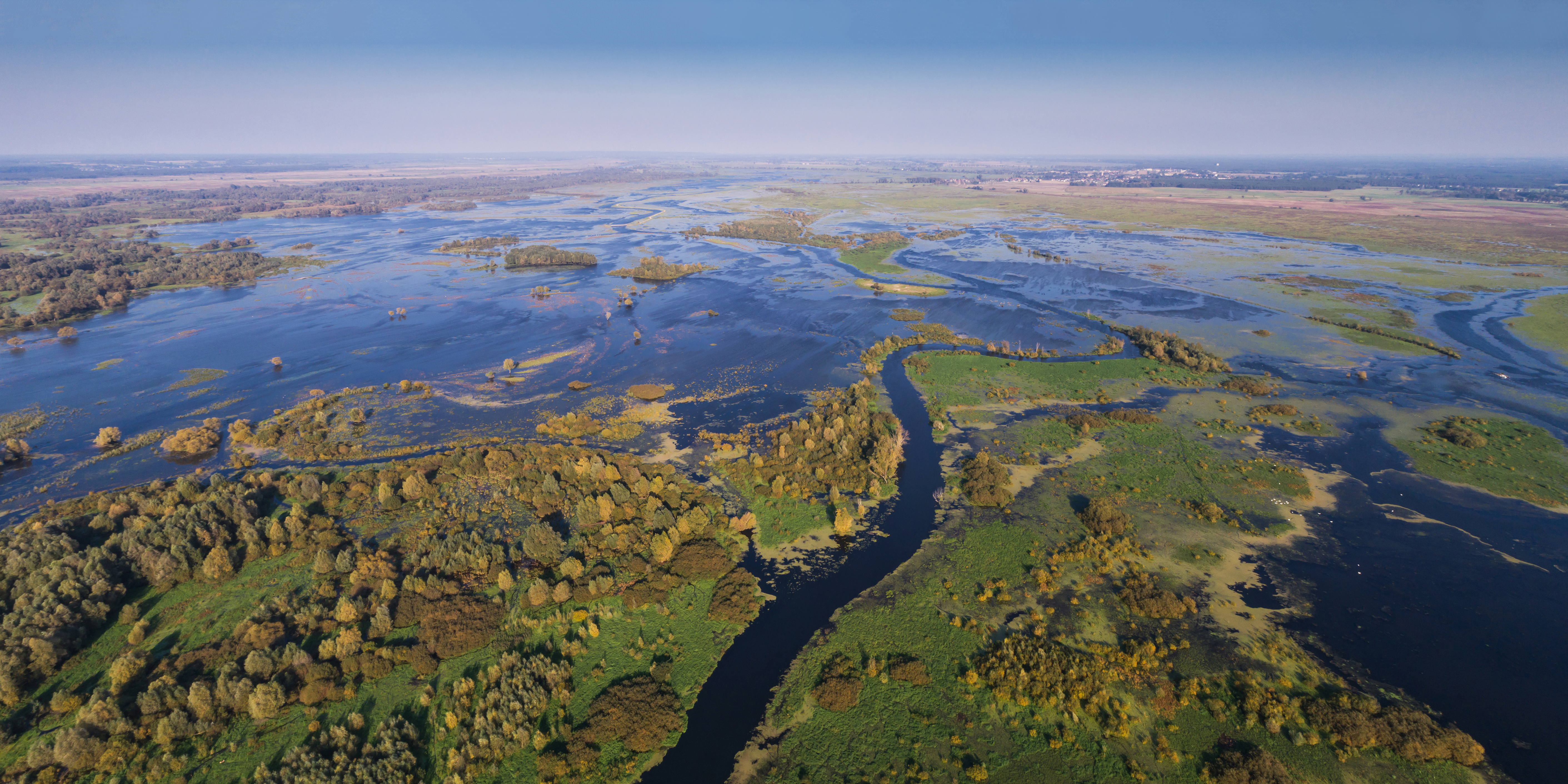

52°34′37.92″N 14°43′32.88″E / 52.5772000°N 14.7258000°E
瓦塔國家公園（波蘭語：Park Narodowy Ujście Warty）是波蘭的國家公園，位於該國西部，由盧布斯卡省負責管轄，始建於2001年，面積80平方公里，是245種鳥類和34種哺乳類動物的棲息地。

## 外部連結
- Awarded "EDEN - European Destinations of Excellence" non traditional tourist destination 2009 （页面存档备份，存于）
- Destinet.eu